# Vitromètre
Un vitromètre est un appareil permettant la mesure de l'épaisseur d'un vitrage. Il permet également de mesurer l'épaisseur d'un double ou triple vitrage ainsi que des lames d'air ou de gaz argon (ou krypton) interstitielles. Il fait appel aux réfractions et réflexions de la lumière par les différents dioptres (les différentes couches) constitutifs du vitrage.  Il peut être équipé d'un laser.

## Histoire
Le premier vitromètre a été inventé au XVIIIe siècle par le mathématicien et astronome dalmate Roger Joseph Boscovich, qui s'est appuyé sur les propriétés de diffraction de la lumière.

## Principe de fonctionnement
Le vitromètre laser émet un faisceau laser de couleur rouge avec un angle d’incidence de 45°.
À l'aide des déviations des faisceaux réfractés et réfléchis par les différentes couches du vitrage, l'appareil permet d'identifier rapidement le type de vitrage (simple, double ou triple vitrage) et de connaitre les épaisseurs de chaque couche.
En effet, la position des divers faisceaux réfléchis se repère sur une surface diffusante à différentes distances de la zone d’émission, permettant ainsi de connaitre l’épaisseur de chaque couche.

Pour du simple vitrage, deux marques résultant des réflexions du laser rouge sont visibles, pour du double vitrage, quatre traits rouges sont visibles (cas de la figure ci-contre) et pour le triple vitrage, ce sont six traits rouges qui seront visibles. 

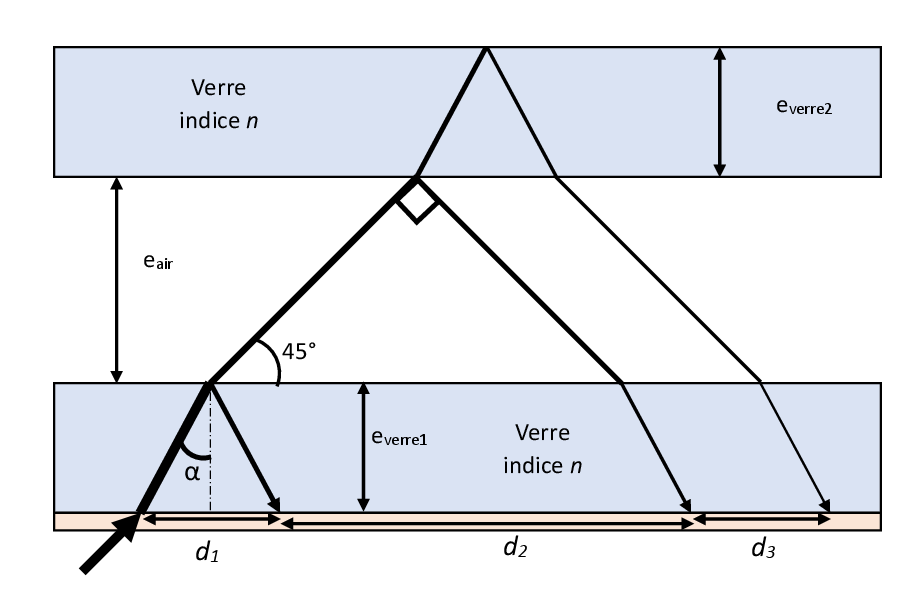
vitromètre laser appliqué à du double vitrage

Dans le cas correspondant à la figure, l’observateur peut observer 3 distances, {\displaystyle d_{1},d_{2}} et {\displaystyle d_{3}} qui sont reliées mathématiquement aux épaisseurs {\displaystyle e_{verre1},\,e_{air}} et {\displaystyle e_{verre2}}.
- {\displaystyle d_{1}=2\,e_{verre1}.\tan \alpha }
- {\displaystyle d_{2}=2\,e_{air}}
- {\displaystyle d_{3}=2\,e_{verre2}.\tan \alpha }

avec {\displaystyle \alpha =\arcsin {\frac {\sqrt {2}}{2n}}}, n étant l’indice de réfraction du verre, généralement présupposé égal à 1,5 ; d’où : 
{\displaystyle \alpha =\arcsin {\frac {\sqrt {2}}{3}}} proche de  28°15 
donc {\displaystyle 2\,\tan \alpha } est proche de 1,07.
Ceci permet de construire deux échelles de lecture, une pour le verre avec un facteur 1,07 et une pour l’air avec un facteur 2.